# Пайтінг
Пайтінг (нім. Peiting) — громада в Німеччині, розташована в землі Баварія. Підпорядковується адміністративному округу Верхня Баварія. Входить до складу району Вайльгайм-Шонгау.
Площа — 75,14 км2. Населення становить 11 516 ос. (станом на 31 грудня 2020).